# Ward W. Briggs
Ward W. Briggs, Jr (* 26. November 1945 in Riverside, Kalifornien) ist ein US-amerikanischer Klassischer Philologe, der ab 1972 an der University of South Carolina wirkte.
Briggs studierte Klassische Philologie an der Washington and Lee University (B. A. 1967) und an der University of North Carolina at Chapel Hill bei Brooks Otis, bei dem er 1969 seine Masterarbeit über Horaz und 1974 seine Doktorarbeit über Vergil schrieb. Ab 1972 lehrte er an der University of South Carolina, zunächst als Instructor, ab 1974 als Assistant Professor of Classics, ab 1980 als Associate Professor, ab 1986 als Professor of Classics. 1996 wurde er zum Carolina Distinguished Professor of Classics und Louise Fry Scudder Professor of Humanities ernannt. Mittlerweile ist der emeritiert.
Briggs beschäftigt sich hauptsächlich mit dem römischen Dichter Vergil und mit der Geschichte der Klassischen Altertumswissenschaften in den Vereinigten Staaten. Er ist Herausgeber, Mitherausgeber und Verfasser mehrerer Standardwerke. Sein besonderes Interesse gilt Basil Lanneau Gildersleeve, dem Begründer der modernen Altertumswissenschaft in den USA.
Briggs ist Mitglied der American Philological Association, der Classical Association of the Middle West and South (Präsident 1988/98), der Vergilian Society of America und der Cambridge Philological Society.

## Schriften (Auswahl)
- Aspects of Horace, Odes 3.19. Chapel Hill NC 1969, (University of North Carolina, M.A.-Thesis).
- Repetitions from Virgil's Georgics in the Aeneid. Chapel Hill NC 1974, (University of North Carolina, Dissertation).
- Narrative and Simile from the Georgics in the Aeneid (= Mnemosyne. Supplementum. 58). Brill, Leiden 1980, ISBN 90-04-06036-7 (Erweiterte Fassung der Dissertation, Chapel Hill NC, 1974).
- Soldier and scholar. Basil Lanneau Gildersleeve and the Civil War. University Press of Virginia, Charlottesville VA u. a. 1998, ISBN 0-8139-1743-3.

Herausgeberschaft
- Concordantia in Varronis Libros de re rustica (= Alpha – Omega. Reihe A: Lexika, Indizes, Konkordanzen zur klassischen Philologie. 65). Olms, Hildesheim u. a. 1983, ISBN 3-487-07301-3.
- mit Herbert W. Benario: Basil Lanneau Gildersleeve. An American Classicist (= American Journal of Philology. Monographs in Classical Philology. 1). Johns Hopkins University Press, Baltimore MD u. a. 1986, ISBN 0-8018-3117-2.
- The Letters of Basil Lanneau Gildersleeve. Johns Hopkins University Press, Baltimore MD u. a. 1987, ISBN 0-8018-2876-7.
- mit William M. Calder III: Classical Scholarship. A Biographical Encyclopedia (= Garland Reference Library of the Humanities. 928). Garland, New York u. a. 1990, ISBN 0-8240-8448-9.
- The Selected Classical Papers of Basil Lanneau Gildersleeve (= American Classical Studies. 30). Scholars Press, Atlanta GA 1992, ISBN 1-555-40807-9.
- Biographical Dictionary of North American Classicists. Greenwood Press, Westport CT u. a. 1994, ISBN 0-313-24560-6.
- mit E. Christian Kopff: The Roosevelt lectures of Paul Shorey. (1913–1914) (= Olms-Studien. 41). Olms, Hildesheim u. a. 1995, ISBN 3-487-09982-9.